# Aikikai Hombu Dojo
Aikikai Hombu Dojo (合気会本部道場, Aikikai Honbu Dōjō), literalmente "Dojo Sede do Aikikai", é a organização sede mundial do estilo Aikikai da arte marcial japonesa aiquidô. Localizada em Tóquio, Japão, a Fundação Aikikai dirige e coordena as regras do estilo Aikikai, servindo como base para as várias associações nacionais espalhadas pelo mundo. Embora o nome refira-se estritamente ao principal centro de treinamento, "dojô", do estilo Aikikai, o nome é frequentemente utilizado para denominar a organização Aikikai por si mesma. O dojô original foi fundado por Morihei Ueshiba, em 1931, sob o nome de Kobukan.

## História

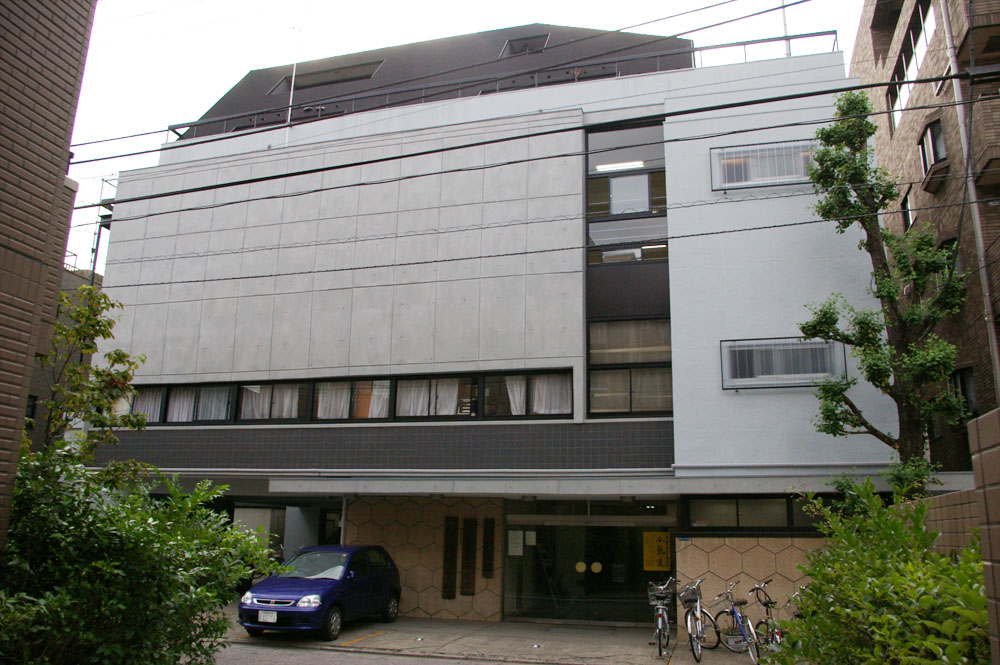
Aikikai Hombu Dojo

O fundador do aiquidô, O-Sensei Morihei Ueshiba sentiu a necessidade de se estabelecer um sítio de treinamento formal de sua arte marcial em Tóquio, como resultado da panetração que estava conseguindo, aumentando muito o número de praticantes. Assim, em abril de 1931, foi inaugurada a instituição com o nome de "Dojô Kobukan" (皇武館道場, Kobukan Dōjō), no distrito de Shinjuku, na capital japonesa. Seguindo um trajetória bem-sucedida, logo outra necessidade surgiu: como o primeiro prédio tinha sido construído em madeira e com dimensões não tão grandes, aquela estrutura já se tinha tornado diminuta, pois a popularidade do aiquidô era imensa, não apenas no Japão mas já em todo o mundo, principalmente depois da Segunda Guerra Mundial.
Em 1967, a estrutura primitiva foi derrubada, dando lugar ao novo prédio, agora chamado de "Hombu Dojô", com as obras terminadas em 15 de dezembro do mesmo ano. A cerimônia de inauguração foi feita em 12 de janeiro do ano seguinte. O ambiente foi melhorado, dividindo-se em três ambientes com grande capacidade, o que deu condições para acomodar 250 tatames.
Atualmente, o centro vem funcionando com treinos todos os dias e, com especial ressalto, o próprio doshu ministra aulas pela manhã.